# Мультан, Николай Николаевич
Николай Николаевич Мультан (бел. Мікалай Мікалаевіч Мультан; 24 ноября 1900, Некрасовщина, Гродненская губерния — 19 сентября 1975, Ленинград) — советский военачальник, Герой Советского Союза (21.07.1944). Генерал-лейтенант (8.08.1955).

## Молодость и Гражданская война
Родился 24 ноября 1900 года в деревне Некрасовщина (ныне Слонимского района Гродненской области Беларуси) в семье рабочего. Окончил 4 класса реального училища и 2 класса железнодорожного училища в городе Барановичи. Работал ремонтным рабочим на железнодорожной станции Батюшково Московско-Белорусско-Балтийской железной дороги.
В Красной Армии с сентября 1918 года, доброволец. Участник Гражданской войны. Служил писарем 1-го коммунистического продовольственного отряда в Смоленске, с ноября — каптенармусом в 10-м Московском стрелковом полку в городе Козлов Тамбовской губернии. С февраля по август 1919 года — адъютант батальона в 98-м Советском стрелковом полку (Режица), оттуда направлен командованием на учёбу. Во время учёбы в составе сводного отряда участвовал в обороне Петрограда. В 1920 году окончил 1-е Московские пехотные курсы. С мая 1920 года — командир взвода 501-го стрелкового полка 56-й стрелковой дивизии на Западном фронте. Участвовал в советско-польской войне, в июле был тяжело ранен. Лечился в госпиталях Витебска, Мценска, Кирсанова. После излечения, с октября 1920 года — командир взвода 58-го стрелкового полка 20-й отдельной стрелковой бригады в Нижнем Новгороде. В составе полка участвовал в подавлении восстания в Тамбовской губернии. Член РКП(б)/КПСС с 1919 года.

## Межвоенное время
С сентября 1921 по январь 1922 года — начальник команды 10-го отдельного батальона Частей особого назначения (ЧОН) в Симбирске. Затем опять учился и в июне 1922 года окончил повторные курсы комсостава Приволжского военного округа в Самаре, после их окончания служил комендантом штаба отрядов ЧОН Самарской губернии. С января 1923 года — командир роты отдельного караульного батальона в Иващенково, с марта 1923 по сентябрь 1925 года — помощник командира и командир роты 99-го стрелкового полка 33-й стрелковой дивизии Приволжского военного округа.
В 1927 году окончил Минскую военную пехотную школу (где учился с сентября 1925 года), с сентября 1927 — помощник командира и командир роты 21-го стрелкового полка 7-й стрелковой дивизии Украинского военного округа (Ромны). С февраля 1930 по сентябрь 1931 года — командир роты, начальник полковой школы, помощник начальника штаба полка, начальник штаба батальона в 120-м стрелковом полку 40-й стрелковой дивизии Сибирского военного округа (Канск). В 1932 году окончил разведывательные военные курсы при Разведывательном управлении РККА. С 1932 года — помощник начальника 1-й части и начальник 2-й части штаба 94-й стрелковой дивизии Сибирского военного округа (Красноярск). С мая 1936 года — военный цензор штаба округа, с марта 1938 года — начальник разведывательного отдела штаба Сибирского военного округа. В 1939 году окончил 1-й курс Военной академии РККА имени М. В. Фрунзе. С сентября 1939 года командовал 418-м стрелковым полком 133-й стрелковой дивизии Сибирского военного округа, который дислоцировался в Новосибирске.

## Великая Отечественная война
В июле 1941 года дивизия была переброшена на фронт Великой Отечественной войны в составе 24-й армии Резервного фронта, строила оборонительный рубеж по Днепру. В начале сентября 1941 года полк и дивизию перебросили в 22-ю армию Западного фронта, где полк вступил в бой в октябре 1941 года во время Вяземской оборонительной операции битвы за Москву. 12 октября дивизию вновь перебросили в 31-ю армию Калининского фронта, где она дралась северо-восточнее Калинина в ходе Калининской оборонительной операции. А уже 23 ноября её автотранспортом перебросили в 16-й армию Западного фронта, где в ходе Клинско-Солнечногорской оборонительной операции она участвовала в отражении удара немецких танков по Рогачёвскому шоссе от Клина на Москву.
В декабре 1941 года назначен начальником штаба 133-й стрелковой дивизии 1-й ударной армии и 49-й армии Западного фронта, участвовал в наступательном этапе битвы за Москву: в Клинско-Солнечногорской наступательной операции в Ржевско-Вяземской операции 1942 года на Юхновском направлении. 5 марта 1942 года дивизия освободила город Юхнов, за что 18 марта ей было присвоено гвардейское звание и она стала именоваться 18-й гвардейской стрелковой дивизией.
С июля 1942 года — командир 42-й стрелковой дивизии в составе 49-й армии, отличившейся в Ржевско-Вяземской (1943) и в Смоленской наступательных операциях. 13 августа 1943 года дивизия освободила город Спас-Деменск, а 25 сентября отличилась при освобождении Смоленска. За это дивизия была удостоена почётного наименования «Смоленская» (25.09.1943). Генерал-майор (14.02.1943).
С ноября 1943 года и до Победы — командир 69-го стрелкового корпуса в 33-й и 49-й армиях на Западном, Белорусском и 2-м Белорусском (с июня 1944) фронтах.
Командир 69-го стрелкового корпуса (49-я армия, 2-й Белорусский фронт) генерал-майор Мультан Н. Н. особенно успешно проявил себя в ходе Белорусской стратегической наступательной операции. Во время её первого этапа — Могилёвской фронтовой операции — он умело организовал и осуществил прорыв обороны противника, 26 июня 1944 года — форсирование Днепра в районе деревни Добрейка Шкловского района Могилёвской области Белоруссии. 28 июня совместно с другими частями воины корпуса освободили город Могилёв. В последующие дни корпус продолжал успешное наступление во время Минской операции.
Указом Президиума Верховного Совета СССР от 21 июля 1944 года «за  образцовое выполнение боевых заданий Командования на фронте борьбы с немецкими захватчиками и проявленные при этом отвагу и геройство» генерал-майору Мультану Николаю Николаевичу присвоено звание Героя Советского Союза с вручением ордена Ленина и медали «Золотая Звезда».
В последний год войны во главе корпуса был передан в 50-ю армию (3-й Белорусский фронт) и с ней участвовал в Восточно-Прусской наступательной операции. За прорыв немецкой долговременной обороны у Мазурских озёр в январе 1945 года ему было присвоено почётное наименование «Мазурский».

Могила Н. Н. Мультана на Серафимовском кладбище Санкт-Петербурга.

## Послевоенное время
После войны продолжал командовать тем же корпусом в Вооружённых Силах СССР; руководил передислокацией корпуса в состав Харьковского военного округа в августе 1945 года. С мая 1946 по июнь 1950 годов — начальник Управления боевой и физической подготовки Киевского военного округа. В 1951 году он окончил Высшие академические курсы при Высшей военной академии имени К. Е. Ворошилова. С июля 1951 года — начальник Управления боевой и физической подготовки Ленинградского военного округа, в июле 1954 года понижен в должности до первого заместителя начальника этого Управления. С октября 1954 года — командир 30-го гвардейского стрелкового корпуса Ленинградского ВО. С июня 1956 года — заместитель Главного военного советника — старший советник по обучению войск заместителя Министра национальной обороны Германской Демократической Республики.
С марта 1959 года генерал-лейтенант Мультан Н. Н. — в отставке. Жил в городе-герое Ленинграде, где и скончался 19 сентября 1975 года. Похоронен на Серафимовском кладбище (3 уч.).

## Награды
- Герой Советского Союза (21.07.1944)
- Два ордена Ленина (21.07.1944, 21.02.1945)
- Четыре ордена Красного Знамени (30.01.1943, 18.08.1943, 3.11.1944, 20.06.1949)
- Два ордена Суворова II степени (10.04.1945, 29.06.1945)
- Орден Красной Звезды (28.10.1967)
- Медали СССР[4]

## Память
- Именем Героя названа улица в городе Березино Минской области Республики Беларусь.
- На здании Ивацевичского историко-краеведческого музея установлена памятная доска в честь Героя.